# (37281) 2000 YA61
(37281) 2000 YA61 è un asteroide troiano di Giove del campo greco. Scoperto nel 2000, presenta un'orbita caratterizzata da un semiasse maggiore pari a 5,087298 UA e da un'eccentricità di 0,063366, inclinata di 5,758989° rispetto all'eclittica. Ha un diametro di 15,949 km e un'albedo di 0,121.